# Сахаровка (Могилёвская область)
Са́харовка (бел. Сахараўка) — деревня в составе Добровского сельсовета Горецкого района Могилёвской области Республики Беларусь.

## Население
- 1999 год — 92 человека
- 2010 год — 68 человек